# Ernie Dingo
Ernest Ashly Dingo (Australia, 31 de julio de 1956) es un actor, presentador y comediante australiano, conocido por aparecer en varias producciones de cine y televisión de ese país. Es además un activista de los derechos de las tribus aborígenes australianas. En 1990 fue nombrado Miembro de la Orden de Australia.

## Filmografía

### Cine y televisión
- 2019 - Squinters
- 2018 - Mystery Road
- 2017 - Boar
- 2017 - Australia Day
- 2017 - Rough Stuff
- 2017 - Newton's Law
- 2015 - Horizon
- 2013 - Redfern Now
- 2013 - Serangoon Road
- 2009 - Bran Nue Dae
- 2001 - Blue Heelers
- 2001 - Crocodile Dundee in Los Angeles
- 1999 - Somewhere in the Darkness
- 1998 - Kings in Grass Castles
- 1998 - The Echo of Thunder
- 1996 - Dead Heart
- 1996 - A Weekend in the Country
- 1995 - Rainbow's End
- 1995 - Heartbreak High
- 1994 - Heartland
- 1993 - Clowning Around 2
- 1993 - Mr. Electric (corto)
- 1993 - Blackfellas
- 1992 - G.P.
- 1992 - Clowning Around
- 1992 - Dearest Enemy
- 1992 - Ultraman: Towards the Future
- 1991 - Bran Nue Dae
- 1991- Mr. Neal Is Entitled to Be an Agitator
- 1991 - The Flying Doctors
- 1991 - Bis ans Ende der Welt
- 1990 - Rafferty's Rules
- 1989 - The Saint: Fear in Fun Park
- 1989 - Fast Forward
- 1989 - Dolphin Cove
- 1988 - A Waltz Through the Hills
- 1988 - Tommy Tricker and the Stamp Traveller
- 1988 - Swap Shop
- 1988 - Crocodile Dundee II
- 1988 - The Dirtwater Dynasty
- 1987 - Tudawali
- 1987 - Relative Merits
- 1986 - The Fringe Dwellers
- 1986 - The Blue Lightning
- 1984 - The Cowra Breakout